# Rhododendron faberi
Rhododendron faberi är en ljungväxtart. Rhododendron faberi ingår i släktet rododendron, och familjen ljungväxter.

## Underarter
Arten delas in i följande underarter:
- R. f. faberi
- R. f. prattii

## Bildgalleri

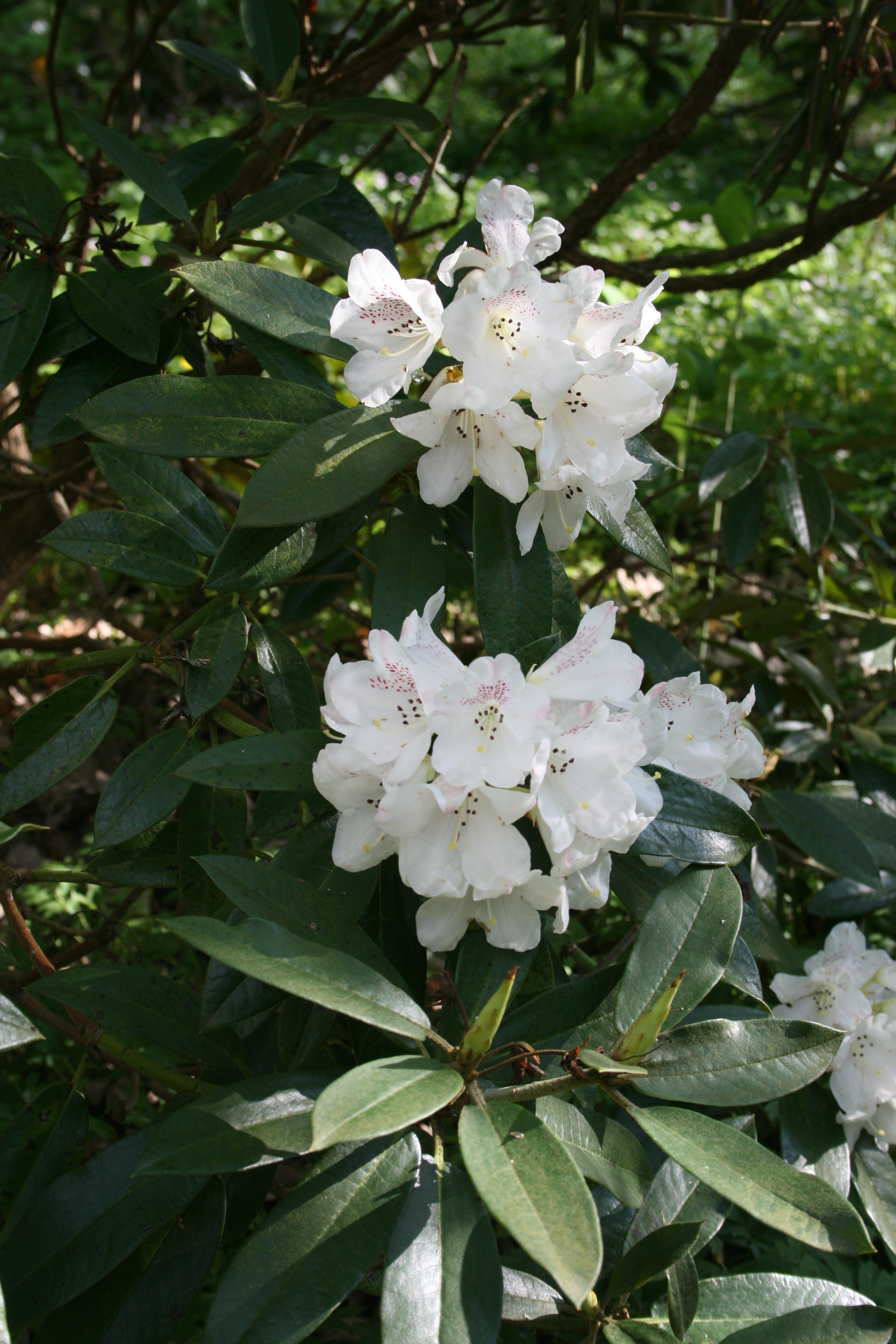
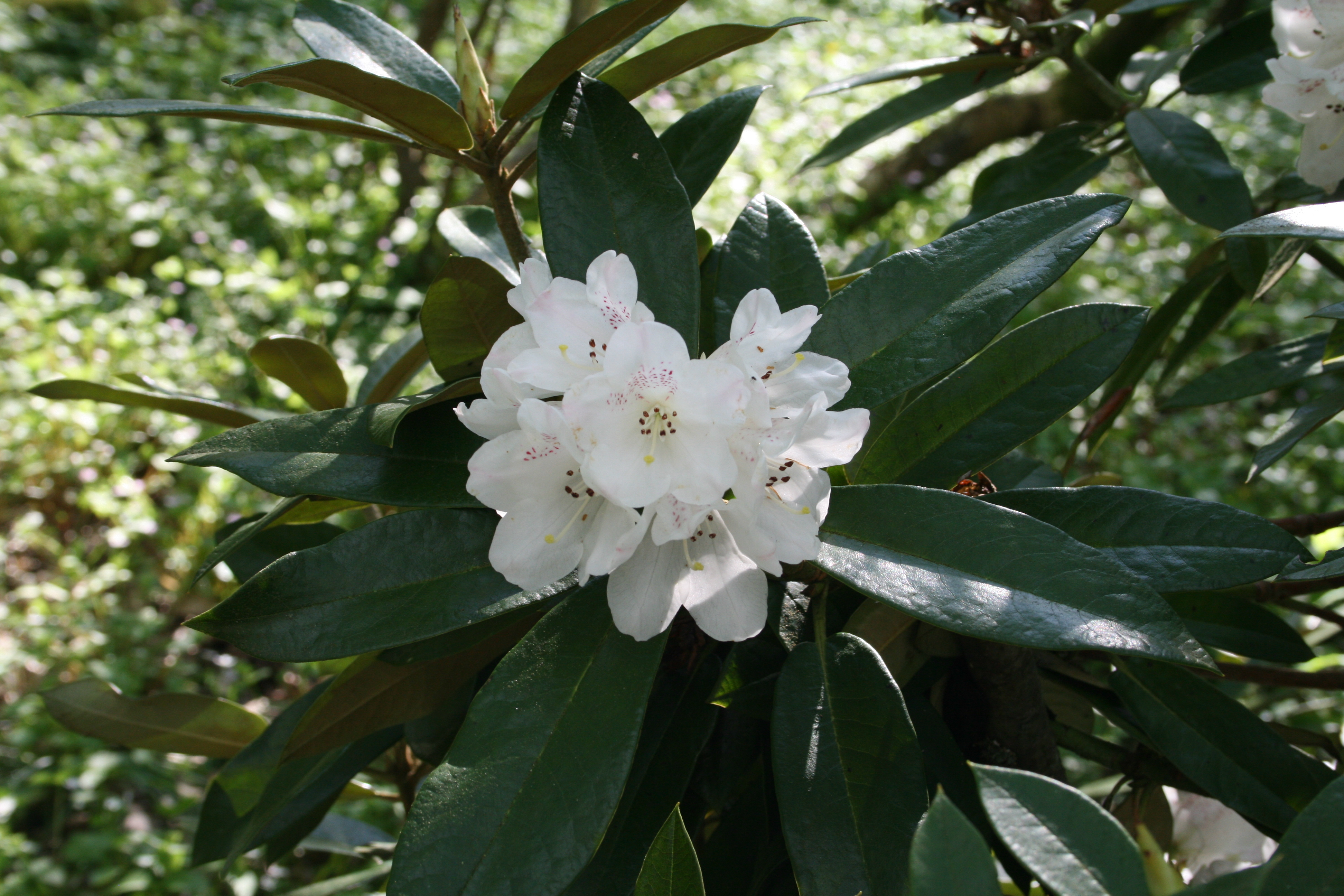